# Tandu Khatun
Tandu Khatun (Dendi Sultan o Tandura) fou una princesa jalayírida, regent del sultanat de 1411 a 1415.
Era filla del sultà Husayn ibn Uways i neta de Uways I. Es va casar en primeres noces amb el sultà mameluc Sayf al-Din Barquq, matrimoni preparat per l'avi durant una visita a Egipte, com a part d'una aliança contra Tamerlà Tandu va acompanyar al seu avi i es diu que el sultà mameluc va quedar maravellat de la bellesa de la noia i va demanar la seva ma; Tandu ja es va quedar a Egipte quan Uways va tornar a Tabriz. La aliança en tot cas fou poc efectiva pels jalayírides.
Barquq va estar molt satisfet amb la seva esposa i es diu que la va estimar molt. Però a ella no li agradava la vida a Egipte i tenia molta nostalgia de casa seva i finalment el sultà li va permetre el retorn. A l'Iraq Arabí es va casar més tard amb el seu cosí Shah Walad, fill de Xaikh Ali ibn Uways (que va governar a Bagdad de manera efectiva del 1378 al 1382), efímer hereu del tron el 1410 a la mort del sultà Ahmad ibn Uways en una batalla contra Kara Yusuf dels kara koyunlu a Tabriz (28 d'agost de 1410). Xah Walad, hereu del sultanat, fou fet presoner el dia 30 d'agost i obligat a cedir Bagdad a Kara Yusuf, sent després executat. Els fills de Xah Walad (o Walid) ibn Xaikh Ali ibn Uways, que es deien Xah Mahmud, Sultan Uways II i Sultan Muhammad van quedar de facto com a senyors de Bagdad, però eren menors d'edat i el poder va passar al cap militar Abd Ibrahim Malla.
El 1411 Xah Muhammad ibn Kara Yusuf, que estava a Ardebil, es va presentar en una marxa ràpida a Bagdad. Dels tres prínceps s'havien establert les seves posicions i el gran, Xah Mahmud, havia rebut la preeminència amb Abd Ibrahim Malla com a comandant en cap. Durant els darrers temps de la vida d'Ahmad ibn Uways, el principal cap militar local (skaknah) i daroga havia estat l'amir Bakh Xaix, el qual va retornar de la batalla i fou instigat per alguns notables a passar per damunt del nou comandant en cap qualificat de nautoner (el que porta una barca) i que un dia fou assassinat, però l'arribada de Xah Muhammad va obligar els tres germans a fugir de Bagdad amb la seva mare Tandu Sultan o Dendi Khatun, en direcció a Xuixtar, i Xah Muhammad es va apoderar de Bagdad. La fortalesa d'Hibet [probablement Hit] i una part del Kurdistan també se li va sotmetre exercint per uns anys una autoritat sobirana. El poder al Baix Iraq i Khuzestan va quedar nominalment en mans de Mahmud i de fet en mans de la seva mare Tandu com a regent.
Va estar al poder uns quatre anys En nom d'ella es llegia la pregaria o khutba i s'encunyaven monedes. El seu fill Mahmud ibn Walad va morir el 1414 o 1415 sent menor d'edat i el va succeir el seu germà Uways II ibn Walad, també menor, i Tandu va seguir com a regent. Va enviar una delegació des de Xuixtar a Xah Rukh (que era a Esfahan), que declarava la seva submissió a Xah Rukh. Poc després va instigar la mort de Mahmud que estava a punt de poder governar sol. Fou designat nou sultà el segon fill, Uways II (Uways ibn Shah Walad).
Segons la biografia parcial de Xah Rukh, el maig de 1415 aquest va tenir noticies de la mort de Tandu, per lo que hauria mort l'abril o maig del 1415.